# ハンナ・オクイッシュ
ハンナ・オクイッシュ（Hannah Ocuish, または Occuish, 1774年3月 - 1786年12月20日）は、12歳の時にコネチカット州ニューロンドンで絞首刑となった知的障害をもつピクォート族のネイティブアメリカンの少女である。彼女はアメリカ合衆国で刑死した最年少の人物であると考えられている。

## 生涯
オクイッシュは裕福な農家の6歳の娘であるユーニス・ボールズ（Eunice Bolles）とのイチゴをめぐった口論の末に殺害した罪に問われた。この事件は1786年7月27日付の『ノリッジ・パケット』紙で報じられた。
彼女の唯一の証拠は捜査官に対する彼女の自白とされるもののみであった。この自白は捜査官以外の誰からも裏付けが取られていない。オクイッシュは自白の前に現場近くで4人の少年を目撃したと証言したと伝えられている。裁判長や他の傍聴人が何度も涙をこぼす中、オクイッシュは平静な態度で裁判に臨んだ。死刑執行の際、彼女は絞首刑場まで手を引いた保安官の優しさに感謝を示した。処刑場の観衆はオクイッシュが「非常に怯えきった様子で、誰かに助けを求めているようだった」と述べている。オクイッシュの罪は包括的に証明も反証もされていない。
牧師のヘンリー・チャニングは『God Admonishing His People of their Duty ... a Sermon ... Occasioned by the Execution of Hannah Ocuish, a Mixed Girl, Aged 12 Years and 9 Months, for the Murder of Eunice Bolles, Aged 6 Years and 6 Months』と題する説教を発表した。
カリフォルニア大学デービス校の歴史学教授のカレン・ハルトゥネンはこの事件を次のように要約している:
1786年7月21日、午前10時頃、ニューロンドンからノーウィッチに通じる公道で子供の他殺体が壁の近くにうつ伏せで倒れている状態で発見された。（中略）ハンナは取り調べを受け、犯行現場の近くで4人の少年を見たと主張した。捜索しても発見できないのでハンナは再び取り調べを受け、ボールズ家に連れて行かれ、死んだ子供の前で殺人罪で起訴された。彼女は泣きながら自白した。この時点で初めて読者は事件の逐次的な説明を受けることとなる。5週間前、ハンナはイチゴ収穫の際に盗みを働いたとユーニスから通報され、彼女は復讐を企てたのだ。あの朝、学校に向かう若い敵を見つけたハンナはキャラコのプレゼントでユーニスを誘い出し、殴った後に窒息死させた。

## 関連文献
- Streib, Victor L. (1987). Death penalty for juveniles. Bloomington: Indiana University Press. ISBN 0-253-31615-4